# Чёрный тюльпан (роман)
«Чёрный тюльпан» (фр. La Tulipe noire) — исторический роман Александра Дюма-отца (1850), посвящённый драматическим событиям 1672 года, вошедшего в голландскую историю как «год бедствий» (нидерл. Rampjaar). 
Одноимённый французский приключенческий фильм 1963 года (с Аленом Делоном в главной роли) сюжетно не связан с романом Дюма.

## Сюжет
В Голландской республике происходит борьба за власть. Великий пенсионарий Голландии Ян де Витт со своим братом Корнелем де Виттом, главным инспектором плотин, борются с принцем Вильгельмом III Оранским, желающим вернуть себе отменённую Виттами должность штатгальтера. Перевес на стороне принца. Осуждённый по ложному доносу врача-оранжиста Тикелара, Корнель подвергается пыткам в крепости Бюйтенгоф, однако мужественно их выдерживает, и вот, 20 августа 1672 года его должны отпустить в изгнание. За братом приезжает Ян. Толпа же в это время буйствует на подходах к крепости, требуя выдачи де Виттов. Граф Тилли, капитан кавалерии, доблестно защищает крепость, однако толпа идёт в Гаагскую думу, где вытрясают из депутатов Бовельта и Асперена приказ отозвать кавалерию Тилли. В это время между братьями происходит откровенный разговор, в котором выясняется, что переписка Яна с французским военным министром маркизом де Лувуа, находившаяся у Корнеля, не уничтожена последним, а отдана им на сохранение своему крестнику Корнелиусу ван Берле, проживающему в Дордрехте. Со своим слугой Кракэ Ян посылает ван Берле приказ сжечь эти документы. Сами братья скрываются, по совету дочери тюремщика Розы Грифус, через чёрный ход от гнева толпы и едут к воротам, чтобы выбраться из города. Однако ворота оказываются запертыми по приказу принца Оранского, который со своим доверенным полковником ван Декеном следил издалека за развитием событий в тюрьме. Разочарованные де Витты едут к другим воротам, но их настигает толпа и убивает на месте, а вскоре принц Вильгельм избирается штатгальтером Голландской республики.
Корнелиус ван Берле, проживающий в Дордрехте, совершенно не заботится ситуацией в стране и не знает о ужасной смерти своего крёстного. Получивший огромные деньги в наследство от отца-коммерсанта, ван Берле, презирая финансы, выбирает, чтобы промотать деньги, самое дорогое в Голландии хобби, которым тогда увлекалось всё государство: разведение тюльпанов. Однако ван Берле, всерьёз увлёкшийся этим, даже не подозревает о том, что имеет смертельного врага: сосед ван Берле, Исаак Бокстель, обожает тюльпаны, однако, стеснённый в средствах, он меркнет перед славой своего соседа. Бокстель ненавидит Корнелиуса и всячески старается испортить ему существование. И вот, в январе 1672 года Бокстель, наблюдая за соседом через подзорную трубу, видит, как Корнель де Витт передаёт своему крестнику переписку брата и маркиза де Лувуа. Когда же в городе Гаарлем, «столице тюльпанов», Общество цветоводов обещает выдать баснословную сумму в награду тому, кто вырастит легендарный чёрный тюльпан, оба соседа гонятся за наградой, однако ван Берле, естественно, раньше Бокстеля добывает три луковички чёрного тюльпана. Тогда сосед-завистник вспоминает о тех документах, которые к тому времени уже убитый Корнель де Витт передал ван Берле, и доносит о них дордрехтскому судье ван Спеннену, и тот арестовывает Корнелиуса, отправляя его с конвоем в Гаагу. Но, вопреки ожиданиям Бокстеля, ван Берле забирает заветные луковички с собой.
В Гааге Корнелиус знакомится со стариком Грифусом, своим тюремщиком, непреклонным оранжистом, который всячески портит существование несчастному заключённому. Роза же, дочь его, без памяти влюбляется в ван Берле; он, не оставаясь равнодушным к Розе и прекрасно понимая, что он сам обречён на смерть на плахе, завещает ей свои три луковички, последнее оставшееся у него имущество. В это время Бокстель приезжает в Гаагу под чужим именем и заводит знакомство с Гербруком, палачом, должным казнить Корнелиуса. Гербрук обещает отдать Бокстелю после казни одежду покойника, где, по мнению Бокстеля, должны лежать заветные луковички. Однако во время казни пребывает посланник новоиспечённого штатгальтера принца Оранского, который решил заменить смертную казнь на пожизненное заключение. Добыча вновь ускользает от Бокстеля.
Корнелиуса переводят в крепость Левештейн. Роза хлопочет перед принцем Оранским, и тот, будучи в хорошем настроении, по её прошению, назначает Грифуса в Левештейн. Роза вечерами видится с Корнелиусом. Под его наблюдением она учится читать и писать, а также выращивает одну из луковичек чёрного тюльпана; вторую тайно в горшке растит у себя ван Берле, а третью Роза бережно хранит в своей каморке. Но вот, в один прекрасный день приезжает в Левештейн некий Якоб Гизельс, потихоньку спаивающий Грифуса и сватающийся к его дочери Розе. На самом же деле Гизельс оказывается Бокстелем, добывающим себе чёрный тюльпан. Луковичка ван Берле вскоре оказывается уничтожена пьяным Грифусом. Луковичка Розы распускается, однако её похищает Бокстель и уезжает в Гаарлем. Роза, прихватив с собой третью, отправляется в погоню.
Добравшись до Гаарлема, Роза отправляется к председателю Общества цветоводов Петерсу ван Систенсу, однако тот не верит в подлинность рассказа. Прибывший поглазеть на чёрный тюльпан принц Оранский выслушивает Розу, предъявившую ему третью луковичку и письмо Корнеля де Витта к Корнелиусу, в котором доказывается невиновность ван Берле. Полковник ван Декен по приказу принца привозит из Левештейна Корнелиуса (последний, кстати, в это время отомстил Грифусу за все притеснения, избив его палкой); Вильгельм присуждает награду за чёрный тюльпан и премию Корнелиусу ван Берле и Розе Грифус и тут же обручает их. Бокстеля, находившегося на церемонии, хватил апоплексический удар и он умер. Грифус с трудом примирился со своим зятем, уволился со службы в тюрьме и стал жить с Корнелиусом и Розой в Дордрехте, охраняя сад с тюльпанами от грызунов.

## Экранизации
- Праздник чёрного тюльпана / Das Fest der schwarzen Tulpe — 1920, Германия, режиссёры Мария Луиза Друп, Мухсин Эртугрул
- Чёрный тюльпан[англ.] — 1921, Великобритания, Нидерланды, режиссёры Мориц Бингер, Фрэнк Ричардсон
- Чёрный тюльпан[англ.] / The Black Tulip 1937, Великобритания, режиссёр Алекс Брюс[англ.]
- Черный тюльпан / The Black Tulip —  1970, Великобритания, режиссер Дерек Мартинус
- Чёрный тюльпан /  Black Tulip — 1988, Австралия (мультфильм)